# River Tame
River Tame är ett vattendrag i Storbritannien.   Det ligger i riksdelen England, i den södra delen av landet, 170 km nordväst om huvudstaden London.